# Ácido 3,4-di-hidroxifenilacético
Ácido 3,4-diidroxifenilacético (DOPAC, do inglês 3,4-dihydroxyphenylacetic acid) é um metabólito do neurotransmissor dopamina. 
Dopamina pode ser metabolizada em uma de três substâncias. Uma das quais é o DOPAC. Outra é a 3-metoxitiramina (3-MT). Ambas estas substâncias são degradadas para formar ácido homovanílico (HVA, homovanillic acid). Ambas as degradações envolvem as enzimas monoamina oxidase (MAO) e catecol-O-metil transferase (COMT), embora em ordem inversa: MAO catalise dopamina a DOPAC, e COMT catalisa DOPAC a HVA; enquanto COMT catalisa dopamina a 3-MT e MAO catalisa 3-MT a HVA. O terceiro produto final metabólico da dopamina é a norepinefrina (noradrenalina).
DOPAC pode ser oxidado por peróxido de hidrogênio, conduzindo à formação de metabólitos tóxicos os quais destroem vesículas de estocagem de dopamina na substantia nigra. Isto pode contribuir para a falência do tratamento por levodopa para a doença de Parkinson. Um inibidor MAO-B tal como a selegilina ou a rasagilina pode prevenir isto de acontecer.
O ácido 3,4-diidroxifenilacético é também um metabólito da quercetina.

Biodegradação da dopamina